# Комори на Светском првенству у атлетици на отвореном 2011.
Комори су учествовали на Светском првенству у атлетици на отвореном 2011. одржаном у Тегу од 27. августа-4. септембра дванаести пут, односно нису учествовали само на првом СП 1983. Репрезентацију Комора представљала су 2 такмичара (1 мушкарац и 1 жена) у трци на 100 метара. , 
На овом првенству Комори нису освојили ниједну медаљу. Није било нових националних и личних рекорда али је остварен један лични рекорд сезоне.

## Учесници
| Мушкарци: - Муџиб Тојб — 100 м | Жене: - Фета Ахамада — 100 м |  |

## Резултати

### Мушкарци
| Атлетичар  | Дисциплина | Лични рекорд | Квалификације | Квалификације | Група    | Група     | Полуфинале           | Полуфинале           | Финале               | Финале       | Детаљи |
| Атлетичар  | Дисциплина | Лични рекорд | Резултат      | Место         | Резултат | Место     | Резултат             | Место                | Резултат             | Место        | Детаљи |
| ---------- | ---------- | ------------ | ------------- | ------------- | -------- | --------- | -------------------- | -------------------- | -------------------- | ------------ | ------ |
| Муџиб Тојб | 100 м      | 10,59        | 11,07 КВ      | 4. у гр 4     | 11,12    | 8. у гр 6 | Није се квалификовао | Није се квалификовао | Није се квалификовао | 54 / 86 (87) |        |

### Жене
| Атлетичарка  | Дисциплина | Лични рекорд        | Квалификације | Квалификације | Група    | Група     | Полуфинале            | Полуфинале            | Финале                | Финале       | Детаљи |
| Атлетичарка  | Дисциплина | Лични рекорд        | Резултат      | Место         | Резултат | Место     | Резултат              | Место                 | Резултат              | Место        | Детаљи |
| ------------ | ---------- | ------------------- | ------------- | ------------- | -------- | --------- | --------------------- | --------------------- | --------------------- | ------------ | ------ |
| Фета Ахамада | 100 м      | 11,59 (+1,2 м/с) НР | 12,27 КВ, ЛРС | 2. у гр 2     | 12,22    | 7. у гр 6 | Није се квалификовала | Није се квалификовала | Није се квалификовала | 43 / 71 (73) |        |